# مقاطعة ديوي (أوكلاهوما)
مقاطعة ديوي (بالإنجليزية: Dewey County)‏ هي إحدى مقاطعات ولاية أوكلاهوما في الولايات المتحدة الأمريكية.